# Gonia frontosa
Gonia frontosa är en tvåvingeart som beskrevs av Thomas Say 1829. Gonia frontosa ingår i släktet Gonia och familjen parasitflugor. Inga underarter finns listade i Catalogue of Life.